# ラルサ

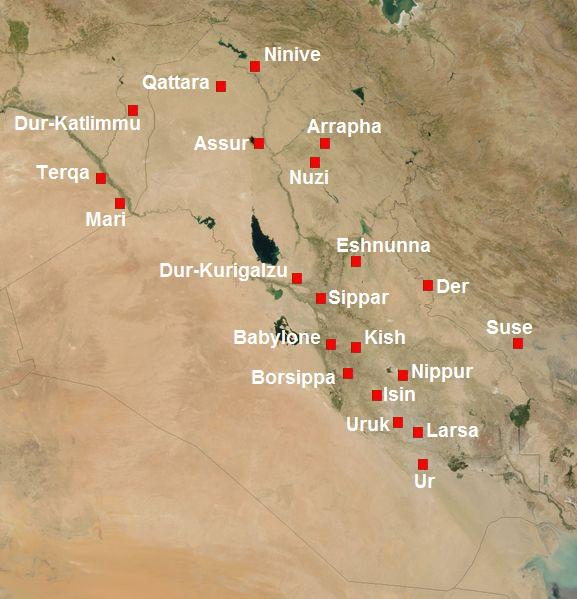
ラルサの位置はこの地図の右下、ウル(Ur)の上あたりであった

ラルサ（Larsa）は、古代バビロニアの重要な都市の一つ。聖書の「創世記」第14章1節ではエラサル（Ellasar）という名で登場する。太陽神シャマシュを守護神とする。紀元前2000年紀初頭には、この都市を拠点にした王国がメソポタミアの覇権を争った。

## 遺跡
ラルサ遺跡は現在ではテル・センケレと呼ばれ、ウルクから南東に約20kmの地点に存在する。19世紀に発見されて以来、数次にわたる発掘調査が行われており、概ね幅2kmに渡る都市の遺構やジッグラト、王宮が確認されている。

## 歴史
この都市への人間の居住はシュメール時代には始まっていたが、その重要性を増すのはウル第三王朝滅亡後の紀元前2000年紀である。ウル第三王朝の滅亡から、ハンムラビ王によるメソポタミア統一に至るまでの時代をイシン・ラルサ時代と呼ぶ。この時代の他の多くの国と同様に、ラルサ王朝はアムル系と見られる人々によって建設された。歴代の王のうち、即位が実際に確認されているのは第4代のザバイアからである。この時代にはイシン第1王朝の覇権下にあったとする説もある。後継者グングヌムはイシンと戦ってこれを撃退し、ラルサを独立勢力とした。更にウル市を獲得するなどしてイシンに対して優位に立ち、ラルサの基盤を固めた。ラルサとイシンはこの後引き続きはニップル市の支配権を巡って長期に渡る抗争を続けた。これはニップル市がシュメールにおける宗教的中心地であり、ウル第三王朝の後継者たることを主張した両王朝にとって政治的に重要な都市であったことによる。更にその後、王朝を簒奪したクドゥル・マブクと息子のワラド・シン、リム・シン1世の時代を通じて、南部メソポタミア有数の大国となった。ただ、ラルサ王朝の王達はアムルの父を称しているが、クドゥル・マブク等は実際にはエラム系の名前を持っている。
有力国として栄えたラルサは紀元前18世紀にメソポタミアで覇権獲得に乗り出したバビロンのハンムラビ王ともまた激しい戦いを繰り広げた。リム・シン1世はハンムラビのライバルの一人であったが、紀元前1763年、ハンムラビの攻撃を受け、半年間に及ぶ包囲戦の後にラルサ市は落城し、バビロンに征服された。その後一時独立を回復するも、もはや有力国であることはできなかった。

## 歴代君主
1. ナプラヌム（前2025 - 前2004）
2. エミスム（前2004 - 前1976）
3. サミウム（前1976 - 前1941）
4. ザバイア（前1941 - 前1932）
5. グングヌム（前1932 - 前1905）
6. アビサレ（前1905 - 前1894）
7. スムエル（前1894 - 前1865）
8. ヌル・アダド（前1865 - 前1849）
9. シン・イディナム（前1849 - 前1842）
10. シン・エリバム（前1842 - 前1840）
11. シン・イキシャム（前1840 - 前1835）
12. シリ・アダド（前1835 - 前1834）
13. ワラド・シン（前1834 - 前1822）
14. リム・シン1世（前1822 - 前1763）

（バビロン第1王朝による支配：前1763 - 前1750）
- リム・シン2世（前1750頃）

## その他の主なシュメール都市国家
- イシン(Isin)
- ウル(Ur)
- ウルク(Uruk)
- ウンマ (Umma)
- エリドゥ（Eridu)
- キシュ（Kish）
- シッパル（Sippar)
- シュルッパク（Shuruppak）
- ニップル（Nippur）
- ラガシュ（Lagash）